# Chuck Morse
Chuck Morse (* 11. Oktober 1960 in Salem, New Hampshire) ist ein US-amerikanischer Politiker. Er war im Januar 2017 für drei Tage kommissarischer Gouverneur des Bundesstaates New Hampshire.

## Werdegang
Morse absolvierte die Plymouth State University und begann dann eine politische Laufbahn. Er schloss sich der Republikanischen Partei an. Zwischen 2002 und 2006 war er erstmals Mitglied im Senat von New Hampshire. Seit 2013 gehört er diesem Gremium erneut an. Dort wurde er Leiter der republikanischen Fraktion und schließlich Senatspräsident. Da es im Staat New Hampshire das Amt des Vizegouverneurs nicht gibt, übernimmt dessen Pflichten laut Staatsverfassung der jeweilige Senatspräsident. Aus diesem Grund musste Morse zwischen dem 3. Januar und dem 5. Januar 2017 interimistisch das Amt des Gouverneurs ausüben. Dabei überbrückte er die Zeit zwischen dem Rücktritt von Maggie Hassan und dem Amtsantritt des neuen Gouverneurs Chris Sununu. Danach setzte er seine Funktion als Senatspräsident fort.